# Bill Hader
Bill Hader (* 7. června 1978 Tulsa, Oklahoma) je americký herec, komik, scenárista, producent a režisér. Zlom v kariéře nastal s účinkováním v pořadu Saturday Night Live (2005–2013). Za svůj výkon získal čtyři ceny Emmy. Zahrál si několik vedlejších rolí ve filmech Zbouchnutá (2007), Superbad (2007), Tropická bouře (2008), Kopačky (2008), Noc v muzeu 2 (2009), Zábavný park (2009), Paul (2011), Muži v černém 3 (2012) a hlavní role ve filmech Moje ségra má prima bráchu (2014), Vykolejená (2015) a To Kapitola 2 (2019). Svůj hlas propůjčil postavám animovaných filmům V hlavě (2015), Angry Birds ve filmu (2016), Buchty a klobásy (2016), Raubíř Ralf a internet (2018), Turbo (2013), Univerzita pro příšerky (2013) a Hledá se Dory (2016) a Angry Birds ve filmu 2 (2019). V roce 2018 se stal tvůrcem, režisérem a hercem v hlavní roli černého komediálního seriálu stanice HBO Barry, za který získal dvě ceny Emmy a nominace v kategoriích nejlepší seriál, nejlepší režie (komedie) a nejlepší scénář (komedie).

## Filmografie

### Film
| Rok  | Název                              | Role                                  | Poznámky                            |
| ---- | ---------------------------------- | ------------------------------------- | ----------------------------------- |
| 2005 | Jenny Clone                        | Otec (hlas)                           | krátkometrážní film, také producent |
| 2006 | My dva a křen                      | Mark                                  |                                     |
| 2006 | Doogal                             | Voják Sam (hlas)                      |                                     |
| 2006 | The Pity Card                      | Eric                                  | krátkometrážní film                 |
| 2007 | Zbouchnutá                         | Brent                                 |                                     |
| 2007 | Pirát silnic                       | Dave                                  |                                     |
| 2007 | Superbad                           | Strážník Slater                       |                                     |
| 2007 | Bratři Solomonovi                  | Jezdec na kole                        |                                     |
| 2007 | Purpurové květy                    | Fanoušek knih                         | nekreditovaná role                  |
| 2008 | Travička zelená                    | Vojín Greg B. Miller                  |                                     |
| 2008 | Tropická bouře                     | Rob Slolom                            |                                     |
| 2008 | Kopačky                            | Brian Bretter                         |                                     |
| 2009 | Zábavný park                       | Bobby                                 |                                     |
| 2009 | Noc v muzeu 2                      | George Armstrong Custer               |                                     |
| 2009 | Rok jedna                          | Šaman                                 |                                     |
| 2009 | Doba ledová 3: Úsvit dinosaurů     | Gazelle (hlas)                        |                                     |
| 2009 | Zataženo, občas trakaře            | Flint Lockwood (hlas)                 |                                     |
| 2010 | Scott Pilgrim proti zbytku světa   | Hlas (hlas)                           |                                     |
| 2011 | Paul                               | Agent Haggard                         |                                     |
| 2011 | Hoodwinked Too! Hood vs. Evil      | Jeníček (hlas)                        |                                     |
| 2012 | Muži v černém 3                    | Andy Warhol / Agent W                 |                                     |
| 2012 | Čtyřicítka na krku                 | Muž v obchodě                         | nekreditovaná role                  |
| 2013 | Escape from Planet Earth           | Hlasatel (hlas)                       | nekreditovaná role                  |
| 2013 | Univerzita pro příšerky            | Rozhočí/Slimák (hlas)                 |                                     |
| 2013 | Star Trek: Do temnoty              | USS počítač (hlas)                    |                                     |
| 2013 | Turbo                              | Guy Gagné (hlas)                      |                                     |
| 2013 | The To Do List                     | Willy Mclean                          | také výkonný producent              |
| 2013 | Zmizení Eleanor Rigby              | Stuart                                |                                     |
| 2013 | Zataženo, občas trakaře 2          | Flint Lockwood (hlas)                 |                                     |
| 2013 | Ona                                | Kamarád na chatu (hlas)               |                                     |
| 2014 | Moje ségra má prima bráchu         | Milo                                  |                                     |
| 2014 | They Came Together                 | Kyle                                  |                                     |
| 2014 | 22 Jump Street                     | zloduch z kulinářské školy            | nekreditované cameo                 |
| 2015 | Accidental Love                    | Doktor Turnstall                      |                                     |
| 2015 | Vykolejená                         | Aaron Conners                         |                                     |
| 2015 | V hlavě                            | Fear (hlas)                           |                                     |
| 2015 | Maggie má plán                     | Tony                                  |                                     |
| 2015 | Rileyino první rande?              | Fear / Jordan's Joy (hlas)            | krátkometrážní film                 |
| 2016 | Buchty a klobásy                   | Firewater / Tequila / El Guaco (hlas) |                                     |
| 2016 | Angry Birds ve filmu               | Král Leonard Mudbeard (hlas)          |                                     |
| 2016 | Obr Dobr                           | The Bloodbottler                      | motion capture                      |
| 2016 | Popstar: Never Stop Never Stopping | Zippy                                 | cameo                               |
| 2016 | Hledá se Dory                      | Stan (hlas)                           |                                     |
| 2017 | Power Rangers: Strážci vesmíru     | Alpha 5                               | motion capture                      |
| 2018 | Raubíř Ralf a internet             | J.P. Spamley (hlas)                   | nekreditovaná role                  |
| 2019 | Toy Story 4: Příběh hraček         | Axel (hlas)                           |                                     |
| 2019 | Angry Birds ve filmu 2             | Král Leonard Mudbeard (hlas)          |                                     |
| 2019 | To Kapitola 2                      | Richie Tozier                         |                                     |
| 2019 | Noelle                             | Nick Kringle                          |                                     |
| 2021 | Addamsova rodina 2                 | Cyrus Strange (hlas)                  |                                     |
| 2024 | Imaginární přátelé                 | Banánek (hlas)                        |                                     |

### Televize
| Rok        | Název                                       | Role                                   | Poznámky                                                          |
| ---------- | ------------------------------------------- | -------------------------------------- | ----------------------------------------------------------------- |
| 2005–2013  | Saturday Night Live                         | Různé role                             | 159 dílů                                                          |
| 2006       | Noční show Conana O'Briena                  | Vincent Price (hlas)                   | díl: „The Skeleton Show“                                          |
| 2008–2017  | Saturday Night Live Weekend Update Thursday | Různé role                             | 7 dílů                                                            |
| 2008–2017  | Městečko South Park                         | Různé hlasy                            | 8 dílů, také scenárista a producent                               |
| 2008       | Human Giant                                 | Sám sebe / Malý Kevin                  | 4 díly                                                            |
| 2008       | Tim and Eric Awesome Show                   | James Quall                            | díl: „Jazz“                                                       |
| 2009       | Xavier: Renegade Angel                      | Pavlov/Kněz (hlas)                     | 2 díly                                                            |
| 2009–2010  | Aqua Teen Hunger Force                      | Der Inflatable Hitler / The Pod (hlas) | 2 díly                                                            |
| 2010       | Oškliví Američané                           | William Dyer                           | díl: „An American Werewolf in America“                            |
| 2010       | Studio 30 Rock                              | Kevin                                  | díl: „Live Show“                                                  |
| 2010       | Freaknik: The Musical                       | Tad                                    | TV film                                                           |
| 2010–2013  | The Venture Bros.                           | Různé hlasy                            | 7 dílů                                                            |
| 2010       | Turner Classic Movies                       | Sám sebe / speciální host              | díl: „Bill Hader“                                                 |
| 2011       | Funny or Die Presents                       | atlet                                  | 4 díly                                                            |
| 2011       | 6 Days to Air: The Making of South Park     | Sám sebe                               | dokument                                                          |
| 2011–2014  | Essentials, Jr.                             | Sám sebe / moderátor                   | 52 dílů                                                           |
| 2012–2014  | Bobovy burgery                              | Mickey / Velký Bob (hlas)              | 7 dílů                                                            |
| 2012       | NTSF:SD:SUV::                               | Tad McMilrthy                          | díl: „Comic-Con-Flict“                                            |
| 2012       | The Secret Policeman's Ball 2012            | Julian Assange                         | TV speciál                                                        |
| 2012–2014  | The Mindy Project                           | Tom                                    | 5 dílů                                                            |
| 2013       | Portlandia                                  | Birdman                                | díl: „Blackout“                                                   |
| 2013, 2018 | Simpsonovi                                  | Slava/Manacek (hlas)                   | 2 díly                                                            |
| 2013       | Kancl                                       | Sám sebe                               | díl: „Finále“                                                     |
| 2013       | Drunk History                               | John Pemberton                         | díl: „Atlanta“                                                    |
| 2013       | Comedy Central Roast of James Franco        | Sám sebe / Prezident Hollywoodu        | TV speciál                                                        |
| 2013       | Comedy Bang! Bang!                          | Sám sebe                               | díl 2.9                                                           |
| 2013       | Bez minulosti                               | Rags                                   | TV film                                                           |
| 2013       | Arcade Fire in Here Comes The Night Time    | Kapitán Bill                           | TV speciál                                                        |
| 2013–2015  | The Awesomes                                | Dr. Giuseppe Malocchio (hlas)          | 22 díly                                                           |
| 2014       | Randy Cunningham: 9th Grade Ninja           | Whoopee 2 (hlas)                       | díl: „Whoopee 2: The Wrath of Whoopee 2“                          |
| 2014, 2018 | Saturday Night Live                         | Sám sebe / Moderátor                   | 2 díly                                                            |
| 2015       | Muž hledá ženu                              | Adolf Hitler                           | díl: „Lizard“                                                     |
| 2015       | Amyino plodné lůno                          | Cliffley Bennett / Doug                | díl: „I'm Sorry“                                                  |
| 2015       | Brooklyn 99                                 | Kapitán Seth Dozerman                  | díl: „Nový kapitán“                                               |
| 2015–dosud | Documentary Now!                            | Různé role                             | 14 dílů, také tvůrce, scenárista a výkonný producent              |
| 2016       | Silicon Valley                              | Pipey (hlas)                           | díl: „Daily Active Users“                                         |
| 2018–2023  | Barry                                       | Barry Berkman / Barry Block            | hlavní role, také tvůrce, režisér, scenárista a výkonný producent |
| 2019       | Temný krystal: Věk vzdoru                   | urGoh / Poutník (hlas)                 | 4 díly                                                            |

### Videohry
| Rok  | Název                          | Role                                                     | Poznámky            |
| ---- | ------------------------------ | -------------------------------------------------------- | ------------------- |
| 2008 | Grand Theft Auto IV            | Wilson Taylor Sr. (hlas)                                 | také motion capture |
| 2014 | South Park: The Stick of Truth | Firkle / Ike Broflovski / Filmore / Billy / Quaid (hlas) |                     |

### Hudební videa
| Rok  | Název         | Umělec                |
| ---- | ------------- | --------------------- |
| 2009 | „Like a Boss“ | Lonely Island         |
| 2010 | „Great Day“   | Lonely Island         |
| 2011 | „Moves“       | The New Pornographers |